# 오카모토 다케시 (적군파)
오카모토 다케시(일본어: 岡本 武: 1945년 7월 17일 - 1988년?)는 공산주의자동맹 적군파 요도호 그룹의 멤버이다. 로드 공항 사건을 일으킨 오카모토 고조의 형이다.
구마모토현 출신. 부친은 소학교 교장이었다. 납북 피해자 마쓰키 가오루의 친누나와 중학교 동창이었다. 구마모토현립 구마모토고등학교를 졸업하고 교토대학 농학부를 중퇴했다. 1968년 야스다 강당 사건에 참가했다. 1970년, 동료들과 함께 요도호 사건을 일으켜 북한으로 망명했고, 평양 외곽의 일본인촌에서 다른 요도호 그룹 멤버들과 함께 살아갔다.
1976년 결혼했다. 당초에 결혼 상대는 현지의 북조선인 여성으로 발표되었으나, 나중에 고치현 출신의 후쿠토메 기미코로 확인되었다. 요도호 멤버들의 부인 대부분이 북조선 사상에 공감한 것에 비하여 후쿠도메는 그러한 사실이 확인되지 않아, 일부에서는 납북자일 것이라고 추측된다.
1980년대 초에 요도호 그룹 리더 다미야 다카마로와 방침을 둘러싸고 대립했고, 1983년 이후 공개석상에서 모습이 사라졌다. 1980년대에 술에 취해 다미야의 사진을 잘라내는 등 주폭행위를 했다가 조선로동당 트럭에 실려 끌려갔고, 이후 교화소와 일본인촌을 오가는 일이 많아졌으며, 결국 가족 모두가 교화소로 연행된 후 행방불명되었다.
1996년, 요도호 그룹은 일본의 지원단체에게 오카모토가 1988년 산사태로 아내와 함께 죽었다고 통보했다. 그러나 북조선을 취재한 기자들은 1980년대 말에 어선을 탈취해 탈북하려다 붙잡혀 강제수용소에서 숨졌다는 설을 전했다.
시바타 야스히로의 아내였던 야오 메구미는 회고록에서 오카모토・후쿠도메 부부는 “요도호 그룹이 주체사상을 추종하는 것에 이의를 제기했기 때문에 교정을 위해 격리되었고, 그 끝에 죽음이 기다리고 있었다”고 기술했다.
현재 일본 공안경찰은 오카모토의 죽음을 확인하지 않고 있어서, 현재까지도 일본 경찰의 지명수배 대상자이자 국제수배 대상자로 올라와 있다.
부부 슬하에 딸이 두 명 있었고, 장녀가 2002년에, 차녀가 2004년에 일본으로 귀국했다.